# Drayson Bowman
Drayson Bowman (* 8. März 1989 in Grand Rapids, Michigan) ist ein ehemaliger US-amerikanischer Eishockeyspieler, der im Verlauf seiner aktiven Karriere zwischen 2005 und 2018 unter anderem 179 Spiele für die Carolina Hurricanes und Canadiens de Montréal in der National Hockey League (NHL) auf der Position des linken Flügelstürmers bestritten hat. Darüber hinaus verbrachte Bowman zwei Spielzeiten bei der Düsseldorfer EG in der Deutschen Eishockey Liga (DEL). Sein jüngerer Bruder Collin Bowman war ebenfalls professioneller Eishockeyspieler.

## Karriere

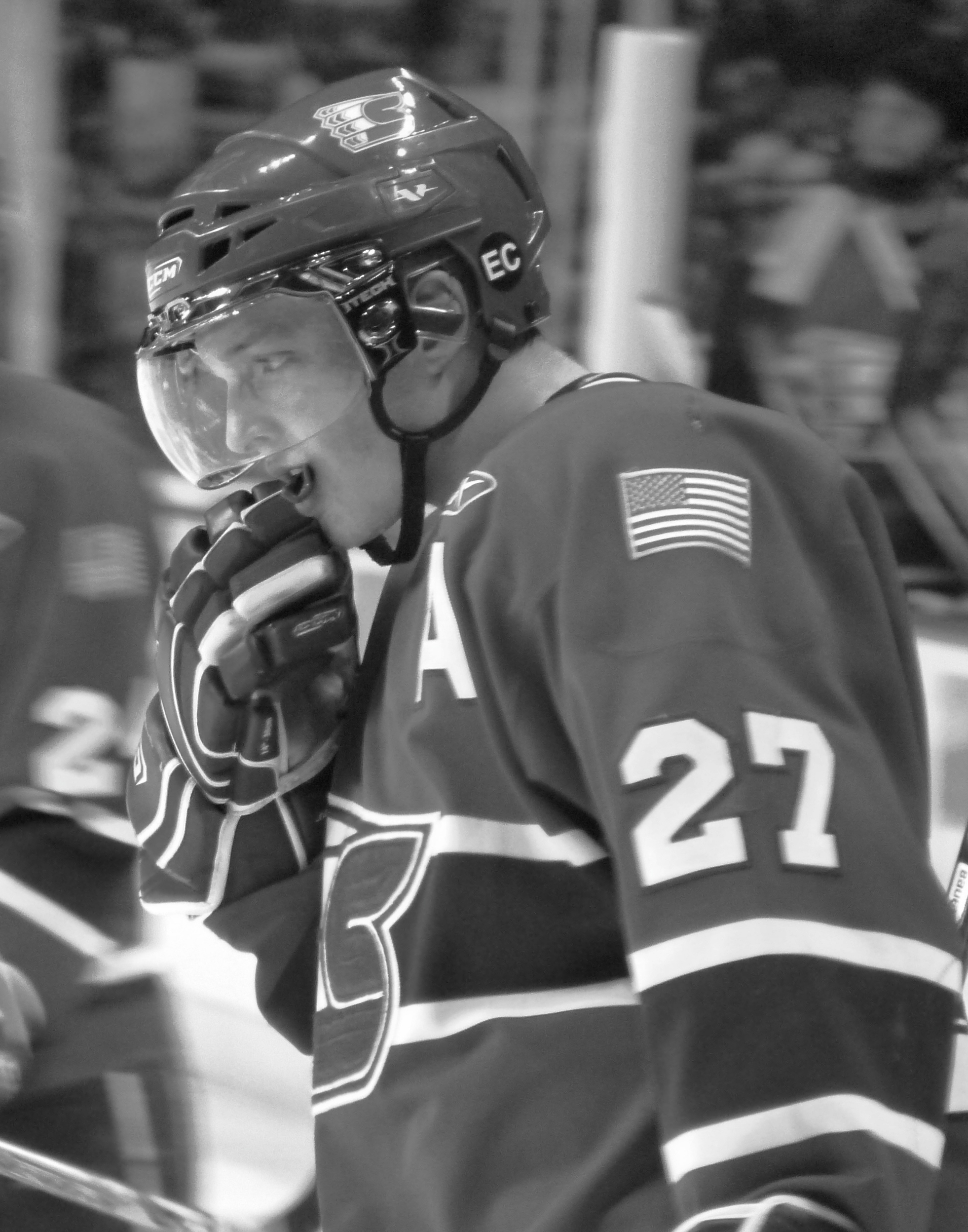
Bowman im Trikot der Spokane Chiefs (2009)

Drayson Bowman spielte in der Saison 2004/05 für die Kimberley Dynamiters in der kanadischen Juniorenliga Kootenay International Junior Hockey League. Dabei erzielte er in 47 Spielen 59 Scorerpunkte. Beim Bantam Draft der Western Hockey League wurde Bowman von den Spokane Chiefs an insgesamt achter Position ausgewählt. Der Angreifer wurde von der KIJHL als Eddie Mountain Division Rookie des Jahres ausgezeichnet. Der Spieler, der in Littleton im US-Bundesstaat Colorado aufwuchs und Joe Sakic als Vorbild angibt, stieß am Ende der WHL-Saison 2004/05 zu den Chiefs hinzu und absolvierte in dieser Spielzeit noch vier Spiele für Spokane. Ab der WHL-Saison 2005/06 gehörte Bowman zum Stammpersonal der Chiefs. Am Ende der Spielzeit 2006/07 wurde der US-Amerikaner vor dem NHL Entry Draft 2007 als 36. bester nordamerikanischer Juniorenspieler bewertet. Beim Entry Draft wurde der Stürmer schließlich in der dritten Runde an insgesamt 72. Position von den Carolina Hurricanes ausgewählt.
In der Saison 2007/08 gewann der Spieler mit seinem Team als Meister der Western Hockey League den Ed Chynoweth Cup, Bowman war mit 20 Punkten in 21 Play-off-Spielen erfolgreichster Scorer der Chiefs. Zusätzlich qualifizierten sich die Spokane Chiefs für den Memorial Cup 2008. Bei diesem Turnier blieben die Spokane Chiefs ohne Niederlage und gewannen nach 1991 ihren zweiten Memorial Cup. Drayson Bowman wurde im Anschluss an diesen Wettbewerb in das Memorial Cup All-Star-Team berufen. Wenige Wochen danach unterschrieb der Spieler seinen ersten Profi-Vertrag bei den Carolina Hurricanes. Bowman absolvierte noch eine weitere Spielzeit in der Western Hockey League und wurde im Anschluss an die Saison 2008/09 in das WHL West Second All-Star-Team berufen.
Drayson Bowman wurde im April 2009 während der Stanley-Cup-Playoffs 2009 von den Carolina Hurricanes eingeladen, zusammen mit dem NHL-Team während der Playoffs zu reisen und zu trainieren. Der Spieler blieb jedoch ohne einen Einsatz für das Team. Die Saison 2009/10 begann der US-Amerikaner bei Carolinas Farmteam Albany River Rats in der American Hockey League. In dieser Spielzeit bestritt der Angreifer auch seine ersten Spiele in der NHL; insgesamt kam Bowman 2009/10 auf neun Einsätze in der National Hockey League. Sein erstes NHL-Tor erzielte er am 6. April 2010 bei einer Partie der Hurricanes gegen die Tampa Bay Lightning. Bowman verbrachte den Großteil der Saison 2010/11 in der AHL, dieses Mal bei dem neuen Farmteam der Hurricanes, den Charlotte Checkers. Insgesamt kam Bowman auf 51 AHL-Einsätze. Zusätzlich bestritt er 23 Partien für Carolina in der NHL, dabei erzielte er eine Torvorlage. Nach der Saison 2013/14, die er erstmals ausschließlich in der NHL verbracht hatte, wurde sein Vertrag in Carolina nicht verlängert. In der Folge war er als Free Agent auf der Suche nach einem neuen Arbeitgeber, bis ihn die Canadiens de Montréal im September 2014 mit einem professional tryout contract (dt.: Probevertrag) bis zum Saisonbeginn ausstatteten. Im Oktober unterzeichnete er daraufhin einen Einjahresvertrag, wurde jedoch bereits nach fünf NHL-Spielen zu den Hamilton Bulldogs in die AHL geschickt. Nach Saisonende erhielt er keinen weiteren Vertrag in Montréal.
Im Oktober 2015 schloss er sich den Colorado Eagles aus der ECHL an, bei denen er erstmals in seiner Karriere mit seinem Bruder Collin zusammenspielte. In Colorado absolvierte er allerdings nur drei Spiele, ehe er zu den Checkers in die AHL zurückkehrte. Am 21. Dezember 2015 gab die Düsseldorfer EG aus der Deutschen Eishockey Liga die Verpflichtung von Bowman bekannt. Nach dem Ende der Saison 2016/17 erhielt Bowman, wie auch fünf weitere Spieler, keinen neuen Vertrag bei der Düsseldorfer EG. Anschließend kehrte er, erneut gemeinsam mit seinem Bruder, zu den Colorado Eagles zurück, mit denen er anschließend die ECHL-Playoffs um den Kelly Cup gewann. Danach beendete der 29-Jährige seine aktive Karriere.

### International
Der Angreifer vertrat die Vereinigten Staaten erstmals bei der U20-Junioren-Weltmeisterschaft 2009. Im ersten Spiel dieses Turniers gegen die deutsche Auswahl wurde Bowman als bester Spieler der Partie ausgezeichnet. Die US-Amerikaner beendeten das Turnier auf dem fünften Platz. Bowman kam in allen sechs Partien seiner Mannschaft zum Einsatz und erzielte dabei drei Tore und eine Torvorlage.

## Erfolge und Auszeichnungen
| - 2004 KIJHL Eddie Mountain Division Rookie des Jahres - 2007 WHL-Spieler des Monats November - 2007 Teilnahme am CHL Top Prospects Game - 2008 WHL West Second All-Star Team - 2008 Ed Chynoweth-Cup-Gewinn mit den Spokane Chiefs | - 2008 Ed Chynoweth-Cup-Gewinn mit den Spokane Chiefs - 2008 Memorial-Cup-Gewinn mit den Spokane Chiefs - 2008 Memorial Cup All-Star-Team - 2009 WHL West Second All-Star-Team - 2018 Kelly-Cup-Gewinn mit den Colorado Eagles |

## Karrierestatistik

### International
Vertrat die USA bei:
- U20-Junioren-Weltmeisterschaft 2009

(Legende zur Spielerstatistik: Sp oder GP = absolvierte Spiele; T oder G = erzielte Tore; V oder A = erzielte Assists; Pkt oder Pts = erzielte Scorerpunkte; SM oder PIM = erhaltene Strafminuten; +/− = Plus/Minus-Bilanz; PP = erzielte Überzahltore; SH = erzielte Unterzahltore; GW = erzielte Siegtore; 1 Play-downs/Relegation; Kursiv: Statistik nicht vollständig)